# Ärmelband Gibraltar

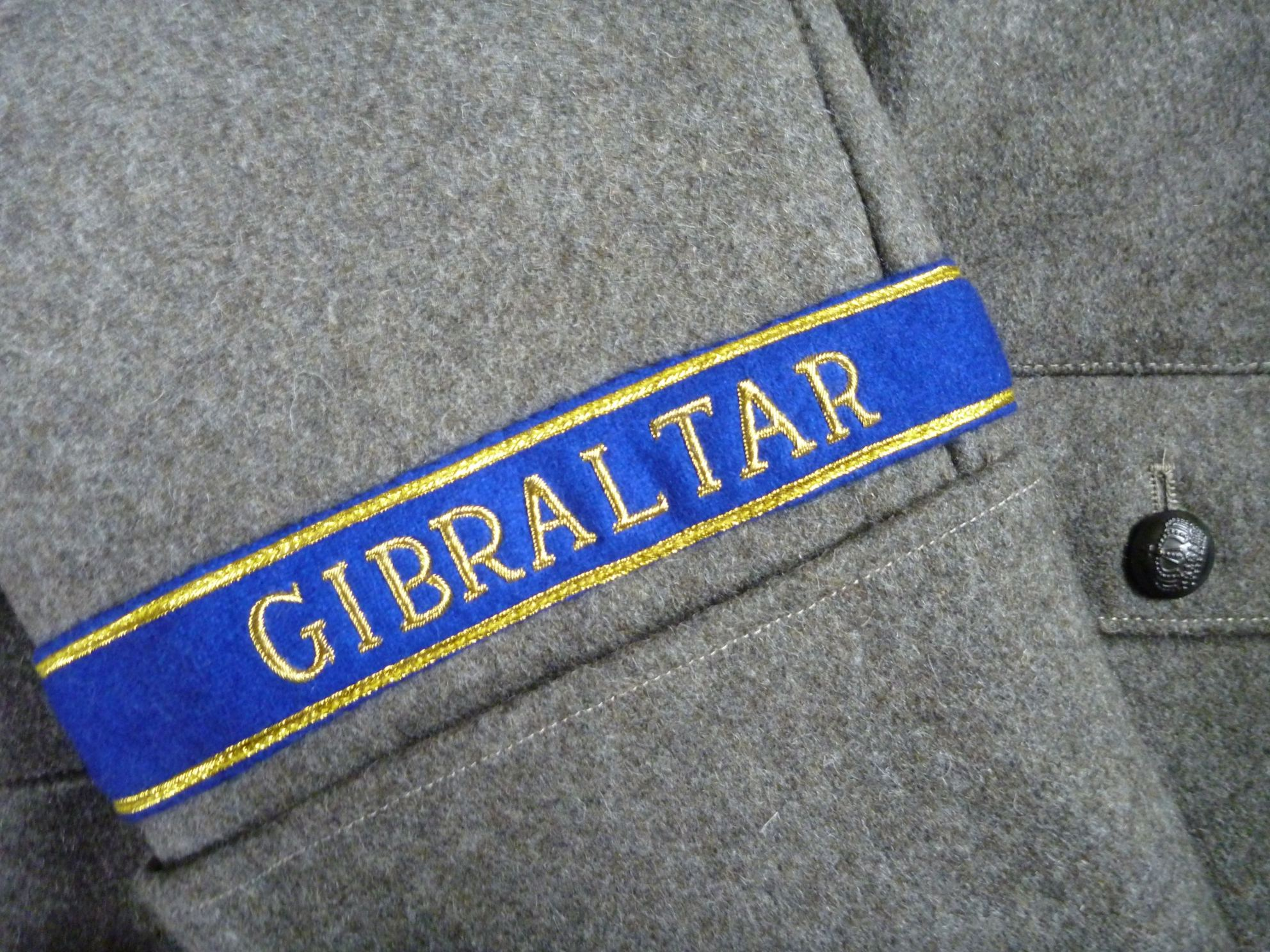
Das Ärmelband in Offiziersausführung

Das Ärmelband Gibraltar war ein Traditionsabzeichen der preußischen Armee. Das Ärmelband wurde ursprünglich vom britischen König Georg III. an mehrere kurhannoversche Regimenter verliehen. Unter Kaiser Wilhelm II. wurde diese Auszeichnung erneuert.

## Geschichte

### Hintergrund
Im Zuge des Amerikanischen Unabhängigkeitskrieges kam es auch auf dem europäischen Kontinent zu kriegerischen Auseinandersetzungen zwischen den Konfliktparteien. In diesem Fall waren das Spanien und Frankreich auf der einen und Großbritannien auf der anderen Seite. Spanien und Frankreich belagerten fast vier Jahre lang, zwischen dem 24. Juni 1779 und dem 7. Februar 1783, die britische Seefestung Gibraltar, scheiterten schließlich jedoch mit ihrem Ziel einer Eroberung. Britische Verbände wurden im Laufe des Unabhängigkeitskrieges vermehrt nach Nordamerika entsandt, so auch Einheiten aus Gibraltar. Um die Garnison auf einem gleich bleibenden Personalstand zu halten, wurden fünf Bataillone kurhannoverscher Truppen dorthin verlegt. Drei der Bataillone von Reden, de la Motte und von Hardenberg aus Hameln, Verden und Nienburg/Weser, von denen jedes 473 Mann stark war, wurden auf Gibraltar stationiert und standen unter dem Kommando des kur-braunschweig-lüneburgischen Generalmajors August de la Motte, der wiederum dem britischen General George Augustus Eliott unterstand. Die zwei anderen Bataillone waren auf Menorca stationiert. Zusammen mit den verbliebenen britischen Einheiten gelang es ihnen, die Eroberung zu vereiteln. Erst im August 1784 kehrten die kurhannoverschen Verbände wieder in ihre Heimat zurück.

### Erste Verleihung des Ärmelbandes
In Würdigung der Leistungen der drei kurhannoverschen Bataillone erließ Georg III. am 14. Oktober 1783 eine Verordnung, nach der diese Einheiten folgende Auszeichnungen führen durften:
1. Diese drei Bataillone sollten für immer den Namen „Gibraltar-Bataillon“ in ihrem Regimentern führen.
2. [Es] sollten ihnen besondere Fahnen verliehen werden, in welchen die Felsen von Gibraltar mit darüber stehendem Motto „Mit Eliott Ruhm und Sieg“ gemalt waren.
3. Die Grenadiere der Bataillone sollten an ihren Bärenmützen auf einer vergoldeten oder versilberten Platte den Namen „Gibraltar“ führen.
4. Den fortdienenden Unteroffizieren und Gemeinen wurde auf dem rechten Ärmel der Montierung ein hellblaues Band verliehen mit dem eingewebten Namen „Gibraltar“ …[4]

### Zweite Verleihung des Ärmelbandes
Am 24. Januar 1901 war preußischen Verbänden, die eine hannoversche Tradition vorweisen konnten, u. a. das Füsilier-Regiment Nr. 73, das Infanterie-Regiment Nr. 79 sowie das Jäger-Bataillon Nr. 10, die Erlaubnis erteilt worden, ein Ärmelband mit der Aufschrift „GIBRALTAR“ tragen zu dürfen.
Kaiser Wilhelm II. bestimmte an diesem Tag per „Allerhöchster Kabinetts-Ordre“ Nr. 55: Verleihung eines Bandes mit der Inschrift „Gibraltar“

„Ich will das Abzeichen, welches Kurfürst Georg III. von Hannover den Unteroffizieren und Mannschaften der drei an der Vertheidigung von Gibraltar betheiligt gewesenen Hannoverschen Bataillone verliehen hatte, in Meinem Heere erneuern und bestimme demgemäß, daß von dem Füsilier-Regiment General-Feldmarschall Prinz Albrecht von Preußen (Hannoversches) Nr. 73, dem Infanterie-Regiment von Voigts-Rhetz (3. Hannoversches) Nr. 79 und dem Hannoverschen Jäger-Bataillon Nr.10 auf dem rechten Ärmel des Waffenrocks oberhalb der Patte oder des Aufschlages ein hellblaues Band mit der Inschrift »Gibraltar« nach der von mir genehmigten Probe getragen wird. Homburg v. d. Höhe, den 24. Januar 1901. Wilhelm“

Das Ärmelband war das einzige Traditionsabzeichen dieser Form vor 1918 in Deutschland. Es war blau und trug in für Unteroffiziere und Mannschaften gelben, für Offiziere goldenen Großbuchstaben die Aufschrift „GIBRALTAR“. Die Mannschaftsausführung war mit Stofffaden gestickt, die Offiziersausführung in Metallfadenstickerei. Es wurde am rechten unteren Ärmel getragen. Bis Ende des Ersten Weltkrieges wurde das Ärmelband auch an der Felduniform getragen.